# 홍콩 익스프레스 항공의 운항 노선
2020년 1월 현재, 홍콩 익스프레스 항공의 운항노선은 다음과 같다.

## 운항 노선

### 아시아

#### 동아시아
- 대한민국
  - 서울 - 인천국제공항
  - 대구 - 대구국제공항 - (2025년 6월 6일 신규취항)[3]
  - 부산 - 김해국제공항
  - 제주 - 제주국제공항
  - 청주 - 청주국제공항 - (2025년 6월 5일 신규취항)[3]
- 중화인민공화국
  - 닝보 - 닝보 리스 국제공항
  - 둔황 - 둔황 공항 계절편
- 홍콩
  - 홍콩 - 홍콩 첵랍콕 국제공항 허브
- 일본
  - 도쿄
    - 하네다 국제공항
    - 나리타 국제공항

  - 나고야 - 주부 센토레아 국제공항
  - 오사카 - 간사이 국제공항
  - 가고시마 - 가고시마 공항
  - 구마모토 - 구마모토 공항
  - 나가사키 - 나가사키 공항
  - 다카마쓰 - 다카마쓰 공항
  - 미야코지마 - 시모지시마 공항
  - 오키나와 - 나하 공항
  - 이시가키 - 이시가키 공항
  - 후쿠오카 - 후쿠오카 공항
  - 히로시마 - 히로시마 공항
- 중화민국
  - 타이베이 - 타이완 타오위안 국제공항
  - 가오슝 - 가오슝 국제공항
  - 타이중 - 타이중 국제공항

#### 동남아시아
- 베트남
  - 나트랑 - 깜라인 국제공항
  - 다낭 - 다낭 국제공항
- 싱가포르
  - 싱가포르 - 싱가포르 창이 국제공항
- 캄보디아
  - 시엠립 - 시엠립 국제공항
- 태국
  - 방콕 - 수완나품 국제공항
  - 치앙마이 - 치앙마이 국제공항
  - 푸켓 - 푸켓 국제공항

### 오세아니아
- 북마리아나 제도
  - 사이판 - 사이판 국제공항

## 단항 노선

### 아시아

#### 동아시아
- 중화인민공화국
  - 란저우 - 란저우 중촨 국제공항
  - 우시 - 쑤난 숴팡 국제공항
  - 인촨 - 인촨 허동 국제공항
  - 정저우 - 정저우 신정 국제공항
  - 쿤밍 - 쿤밍 창슈이 국제공항
  - 황산 - 황산 툰시 국제공항
- 중화민국
  - 마궁 - 마궁 공항 전세편
  - 화롄 - 화롄 공항

#### 동남아시아
- 말레이시아
  - 코타키나발루 - 코타키나발루 국제공항
  - 페낭 - 페낭 국제공항
- 미얀마
  - 만달레이 - 만달레이 국제공항
  - 양곤 - 양곤 국제공항
- 태국
  - 방콕 - 돈므앙 국제공항
  - 치앙라이 - 치앙라이 국제공항

### 오세아니아
- 괌
  - 괌 - 앤토니오 B. 원 팻 국제공항

1. ↑  “Route Map”.
2. ↑  “Destinations”.
3. 1 2  “HK Express adds Cheongju / Daegu service in NS25”. 2025년 3월 17일.